# Moscheea Șehzade
Moscheea Șehzade este o moschee din orașul Istanbul, din Turcia. Numele ei se traduce ca Moscheea Prințului, deoarece a fost construită pentru prințul Mehmed, fiul sultanului Soliman Magnificul.

## Istorie și arhitectură
Moscheea a fost construită între anii 1543-1548, din ordinul sultanului Soliman I pentru fiul său Mehmed, asasinat după întoarcerea dintr-o victorioasă campanie militară din Ungaria. Construcția a fost proiectată de către celebrul arhitect Mimar Sinan, fiind prima sa operă de mari dimensiuni. 
Moscheea Șehzade este înconjurată de o curte interioară cu coloane. Curtea este marginită de un portic cu cinci cupole și arcade de culoare albă și roz. În centrul curții se află o fântână de abluținune, construită mai târziu de către sultanul Murad al IV-lea. De asemenea există și două minarete sculptate cu basoreliefuri și cu motive geometrice.
Moscheea în sine are un plan pătrat cu o cupolă centrală, susținută de patru semicupole. Cupola centrală mai este susținută și de patru piloni și are un diametru de 19 metri lungime. Interiorul moscheii are un design simplu fără galeri, specifice viitoarelor lucrări ale lui Sinan.
Moschhea cuprinde și un complex de clădiri de care este separată printr-un zid. În curtea din spate se află un cimitir și mausoleele imperiale, cel mai mare fiind al prințului Mehmed, apoi urmează cel al prințului Cihangir și al sultanei Humașah. De asemenea, în stânga mausoleelor imperiale se află mausoleul Marelui vizir Rustem Pasha. Toate mausoleele au fost proiectate de Mimar Sinan.

## Fotogalerie

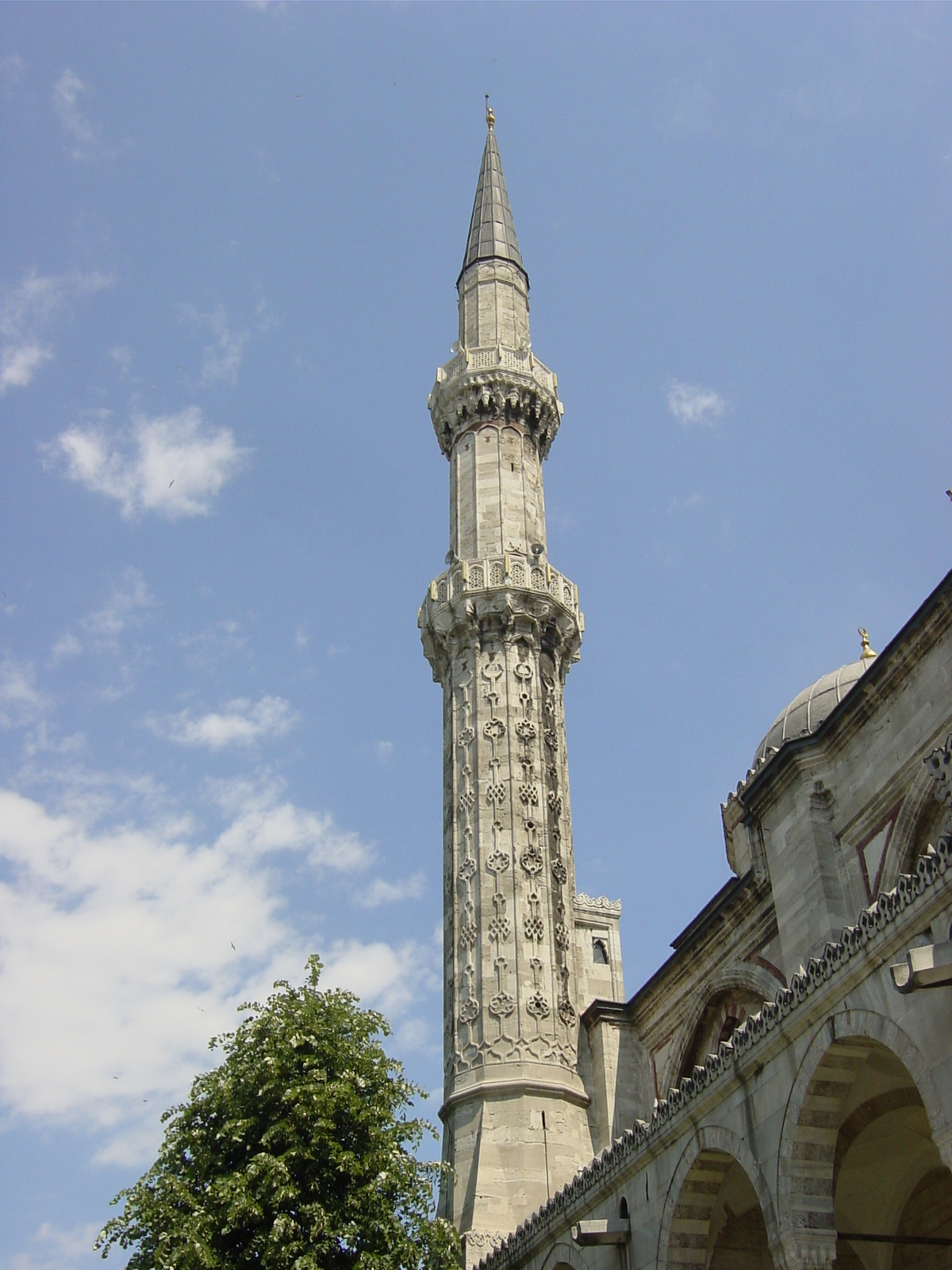
Un minaret
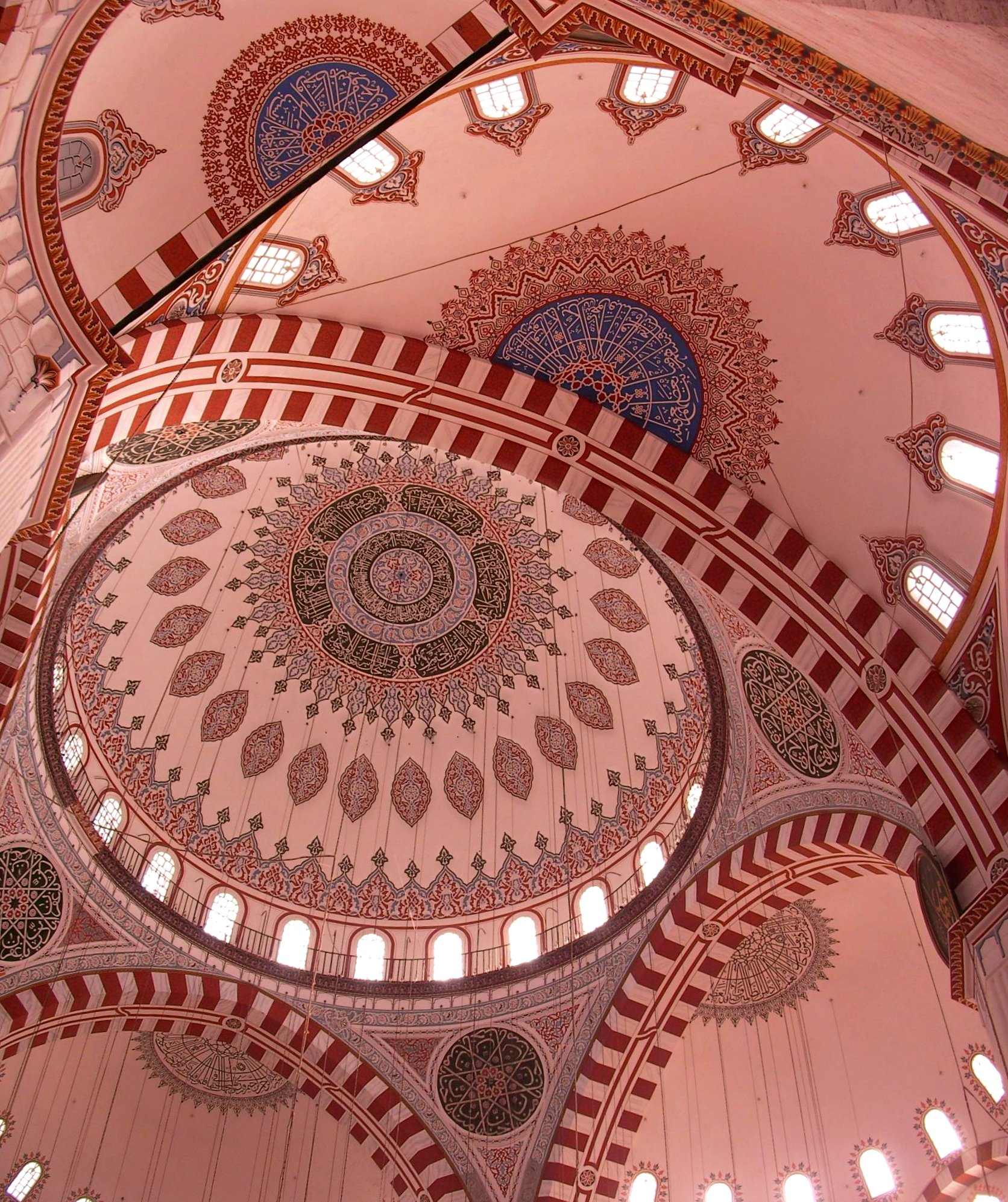
Domul
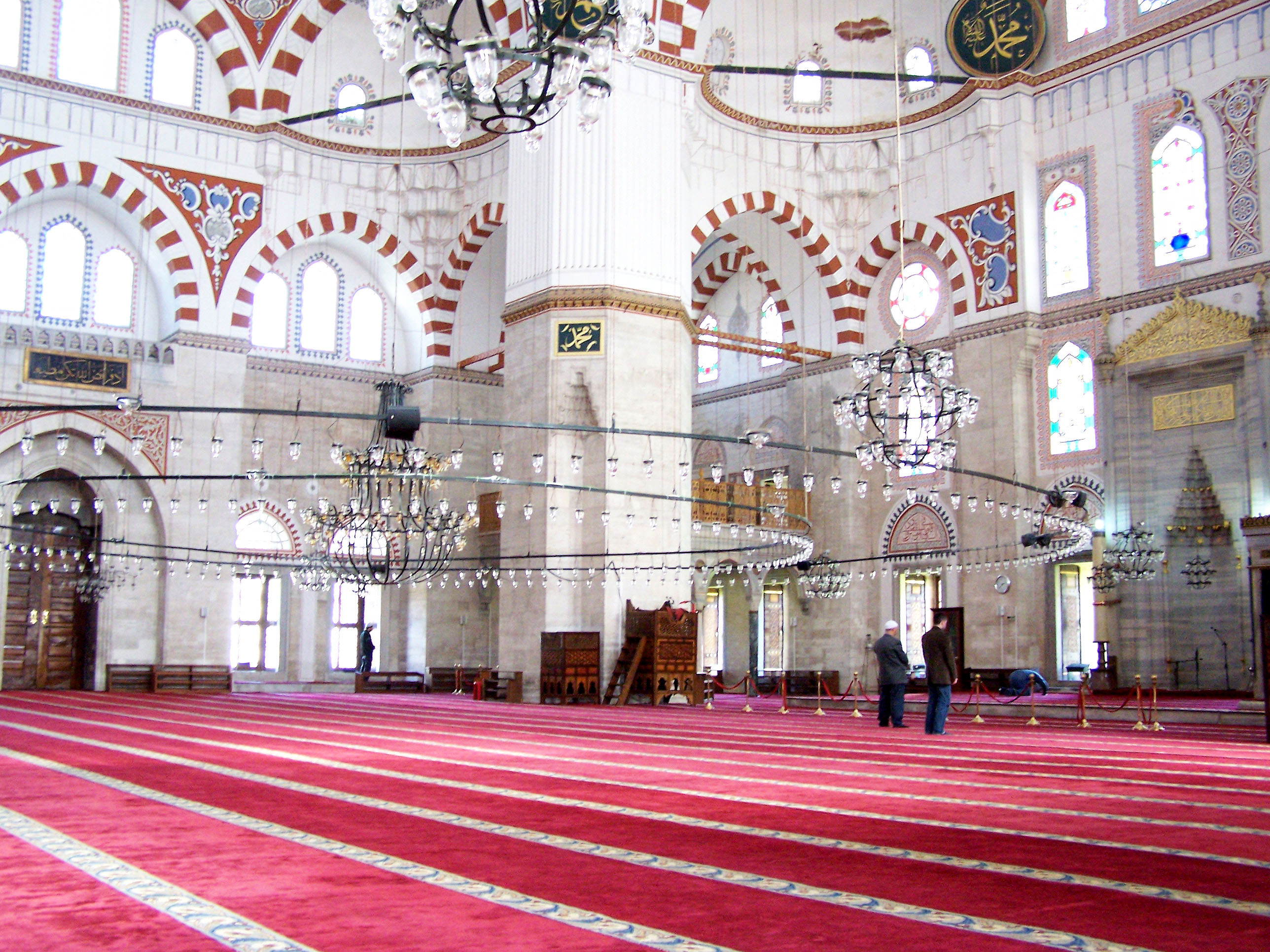
Interiorul
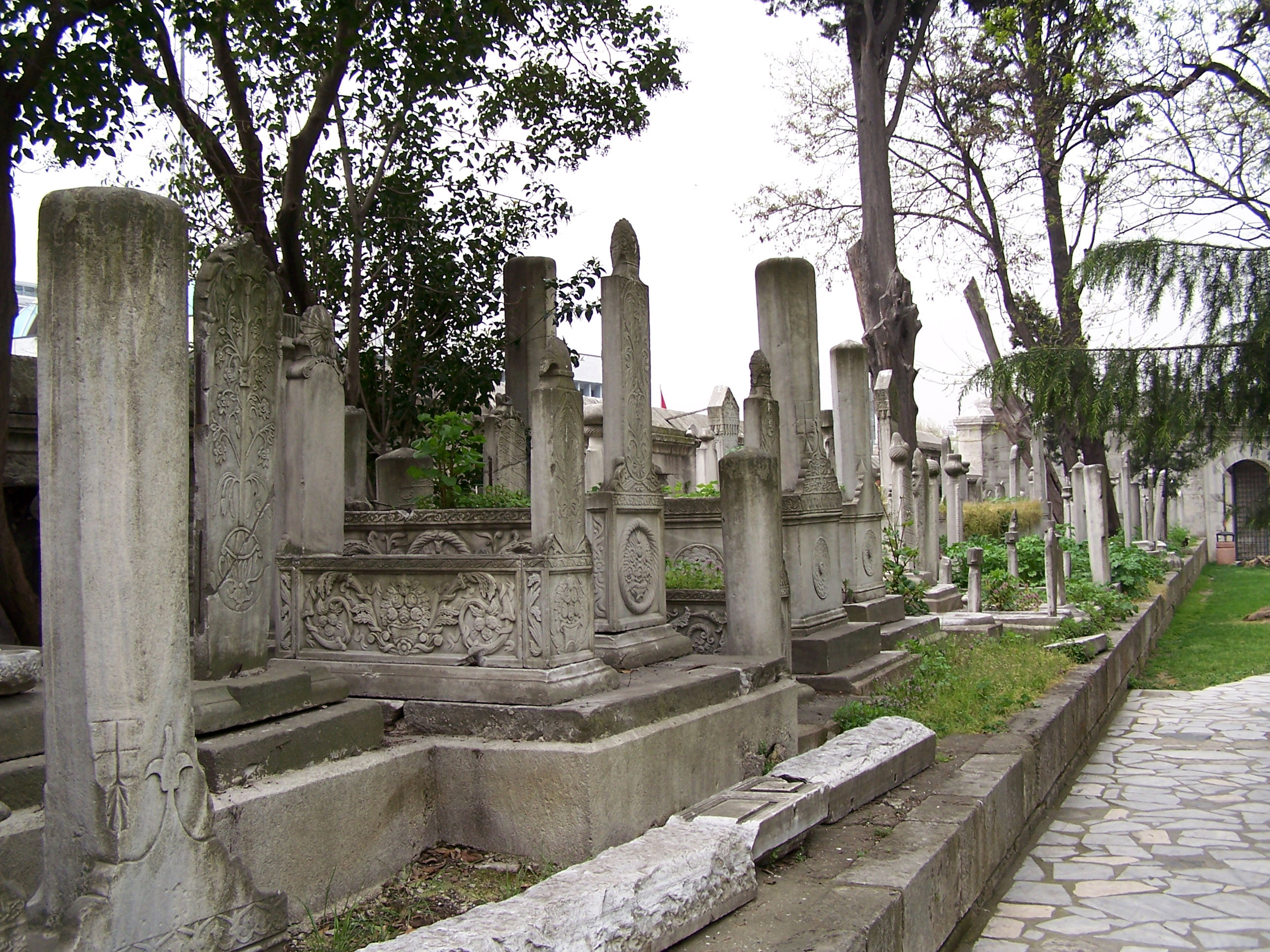
Cimitirul